# Мельштинські

Леліва — герб роду Мельштинських.

Лелівіти Мельштинські гербу Леліва — польський магнатський рід, прізвище якого походить від родинного гнізда в Мельштині. Мельштинські є бічною гілкою Тарновських.

## Історія роду
Спицімір Лелівіта (або Спицімір з Тарнова) мав двох синів: Рафала з Тарнова і Яна з Мельштина. Від першого з них походить рід Тарновських, а від другого — Мельштинських. За часів королювання Казимира III Мельштинські були одним з найвпливовіших родів у Королівстві Польському. Ще більше їхні позиції зміцніли за часів правління Анжуйської династії та Владислава II Ягайла. Донька Яна з Мельштина — Ядвіга з Мельштина — була хресною матір'ю Владислава II Ягеллона. Крім того, її донька Ельжбета (внучка Яна з Мельштина) — стала третьою дружиною Владислава II Ягеллона. Окрім цього, дві доньки Спитка II з Мельштина (брата Ядвіги з Мельштина і сина Яна з Мельштина) вийшли заміж за П'ястів. Сам Спитко II з Мельштина був серед найбагатших людей в королівстві, володів 16-ма замками в Мелштині, Ксьонжі, Рабштині, Лянцкороні і Кам'янець-Подільському.
Проте згодом Мельштинські втратили свій вплив. Причиною цьому стала участь у гуситському русі Спитка III з Мельштина, сина Спитка II. Він утворив гуситську конфедерацію проти краківського єпископа Збігнєва Олесницького. 1339 року Збігнєв Олесницький утворив в Новому Корчині антигуситську конфедерацію. 3 травня 1439 року Спитко напав на це місто і створив гуситську конфедерацію. Проте згодом його покинули більшість союзників. Спитко отримав смертельні рани у битві під Гротніками над річкою Ніда.
На межі XV i XVI століть наступив занепав роду Мельштинських. 1511 року родині довелося продати своєї родинне гніздо Мельштин. Останній Мельштинський гербу Леліва — Ян Мельштинський (син Вінцентія), помер у бідності і забутті в монастирі бернардинів у Тарнові, ймовірно 1540 року.

## Найвидатніші представники роду
- Ян з Мельштина
- Ядвіга з Мельштина (старша)
- Спитко II з Мельштина
- Спитко III з Мельштина
- Спитко IV Мельштинський

### Покоління Мельштинських[1]
| Батьки засновника роду                | Спицімір «Спитек» з Тарнова, Денбна, Пяску, Мельштина нар. 1275, пом. 1354; ∞ Станіслава з Богорій і Скотнік                                         | Спицімір «Спитек» з Тарнова, Денбна, Пяску, Мельштина нар. 1275, пом. 1354; ∞ Станіслава з Богорій і Скотнік | Спицімір «Спитек» з Тарнова, Денбна, Пяску, Мельштина нар. 1275, пом. 1354; ∞ Станіслава з Богорій і Скотнік | Спицімір «Спитек» з Тарнова, Денбна, Пяску, Мельштина нар. 1275, пом. 1354; ∞ Станіслава з Богорій і Скотнік | Спицімір «Спитек» з Тарнова, Денбна, Пяску, Мельштина нар. 1275, пом. 1354; ∞ Станіслава з Богорій і Скотнік | Спицімір «Спитек» з Тарнова, Денбна, Пяску, Мельштина нар. 1275, пом. 1354; ∞ Станіслава з Богорій і Скотнік |
| I покоління Мельштинські і Тарновські | Ян Мельштинський нар. 1314, пом. між 9 V 1380 і 20 III 1381 ∞ 1331 Софія з Ксьонжа.                                                                  | Рафал з Тарнова нар. 1320, пом. 1372—1373                                                                    | Чухна з Тарнова                                                                                              | Нєустенп з Тарнова                                                                                           | Пакослав з Тарнова                                                                                           | Войцех з Тарнова                                                                                             |
| 2 покоління Мельштинські і Тарновські | Спитко II з Мельштина нар. близько 1332, пом. 12 VIII 1399 у битві під Ворсклою; власник Мельштина і Рабштина; ∞ перед 13 V 1390 Єлизавета «Угорка», | Тарновські, а в 3 поколінню і Ярославські                                                                    | Тарновські, а в 3 поколінню і Ярославські                                                                    | Тарновські, а в 3 поколінню і Ярославські                                                                    | Тарновські, а в 3 поколінню і Ярославські                                                                    | Тарновські, а в 3 поколінню і Ярославські                                                                    |

| 2 покоління Мелштинських  | Спитко II Мельштинський нар. близько 1332, пом. 12 VIII 1399 у битві над Ворсклою; власник Мельштина і Рабштина; ∞ перед 13 V 1390 Ельжбета "Угорка\|- | Спитко II Мельштинський нар. близько 1332, пом. 12 VIII 1399 у битві над Ворсклою; власник Мельштина і Рабштина; ∞ перед 13 V 1390 Ельжбета "Угорка\|- | Спитко II Мельштинський нар. близько 1332, пом. 12 VIII 1399 у битві над Ворсклою; власник Мельштина і Рабштина; ∞ перед 13 V 1390 Ельжбета "Угорка\|-                                    | Спитко II Мельштинський нар. близько 1332, пом. 12 VIII 1399 у битві над Ворсклою; власник Мельштина і Рабштина; ∞ перед 13 V 1390 Ельжбета "Угорка\|-    | Спитко II Мельштинський нар. близько 1332, пом. 12 VIII 1399 у битві над Ворсклою; власник Мельштина і Рабштина; ∞ перед 13 V 1390 Ельжбета "Угорка\|- |
| 3 покоління Мельштинських | Дорота з Мельштина нар. близько 1390; пом. 1426. | Ядвіґа Мельштинська (старша) на. 1391,пом. близько 1425; ∞ 1407 Бернард на Нємодлінє.                                                                  | Катерина з Мельштина нар. близько 1392, пом. 23 III 1465; ∞ I° перед 19 III 1408 Януш молодший Мазовецький (перед 1383—1422), II° перед 2 X 1423 Миколай з Курозвенк і Михайлова г. Порай | Ян з Мельштина і Рабштина на. 1396, пом. близько 9 III 1429 в Буді, Угорщина; власник Рабштина; ∞ 11 XII 1424 Анна (нар. 1405, пом. близько 11 XII 1431). | Спитко III Мельштинський нар. 1398, пом. 4 V 1439 Grotniki; власник Мельштина; ∞ 1426 Беатриція, д. Шамотула г. Наленч.                                |

| 3 покоління Мельштинських | Спитко III Мельштинський нар. 1398, пом. 4 V 1439 Гротніки; Власник Мельштина; ∞ 1426 Беатриція, д. Шамотула г. Наленч..            | Спитко III Мельштинський нар. 1398, пом. 4 V 1439 Гротніки; Власник Мельштина; ∞ 1426 Беатриція, д. Шамотула г. Наленч..                                   | Спитко III Мельштинський нар. 1398, пом. 4 V 1439 Гротніки; Власник Мельштина; ∞ 1426 Беатриція, д. Шамотула г. Наленч.. | Спитко III Мельштинський нар. 1398, пом. 4 V 1439 Гротніки; Власник Мельштина; ∞ 1426 Беатриція, д. Шамотула г. Наленч.. | Спитко III Мельштинський нар. 1398, пом. 4 V 1439 Гротніки; Власник Мельштина; ∞ 1426 Беатриція, д. Шамотула г. Наленч.. |
| 4 покоління Мельштинських | Ядвіґа Мельштинська (молодша) нар. 1425, пом. близько 5 V 1449; ∞ між 2 X 1441 і 22 XI 1441 Анджей з Тенчина г. Топор (з Рабштина). | Спитко IV Мельштинський нар. 1423, пом. між 30 I 1503 і 16 I 1504; власник Мельштина; ∞ перед 16 V 1463 Катерина з Гіржиць г. Гоздава(пом. po 19 VI 1504). | Дорота з Мельштина нар. 1425, пом. після 1496; ∞ przed 25 VIII 1445 Міхал з Лясоток Лясоцький г. Доленґа                 | Ян з Мельштина нар. 1427, пом. між 1468 і 1470 у Тарнові.                                                                | |

Діти Спитка з Мельштина
| 4 покоління Мельштинських | Спитко IV Мельштинський нар. 1423, пом. між 30 I 1503 і 16 I 1504; власник Мельштина; ∞ перед 16 V 1463 Катерина з Гіржиць г. Гоздава(пом. po 19 VI 1504). | Спитко IV Мельштинський нар. 1423, пом. між 30 I 1503 і 16 I 1504; власник Мельштина; ∞ перед 16 V 1463 Катерина з Гіржиць г. Гоздава(пом. po 19 VI 1504).                                               | Спитко IV Мельштинський нар. 1423, пом. між 30 I 1503 і 16 I 1504; власник Мельштина; ∞ перед 16 V 1463 Катерина з Гіржиць г. Гоздава(пом. po 19 VI 1504). | Спитко IV Мельштинський нар. 1423, пом. між 30 I 1503 і 16 I 1504; власник Мельштина; ∞ перед 16 V 1463 Катерина з Гіржиць г. Гоздава(пом. po 19 VI 1504). | Спитко IV Мельштинський нар. 1423, пом. між 30 I 1503 і 16 I 1504; власник Мельштина; ∞ перед 16 V 1463 Катерина з Гіржиць г. Гоздава(пом. po 19 VI 1504). | Спитко IV Мельштинський нар. 1423, пом. між 30 I 1503 і 16 I 1504; власник Мельштина; ∞ перед 16 V 1463 Катерина з Гіржиць г. Гоздава(пом. po 19 VI 1504). | Спитко IV Мельштинський нар. 1423, пом. між 30 I 1503 і 16 I 1504; власник Мельштина; ∞ перед 16 V 1463 Катерина з Гіржиць г. Гоздава(пом. po 19 VI 1504). | Спитко IV Мельштинський нар. 1423, пом. між 30 I 1503 і 16 I 1504; власник Мельштина; ∞ перед 16 V 1463 Катерина з Гіржиць г. Гоздава(пом. po 19 VI 1504). |
| 5 покоління Мельштинських | Ян з Мельштина нар. близько 1463, пом. перед 17 VII 1517 ∞ перед 18 XI 1510 Агнєшка (близько 1463—1517) д. Павла Чорного з Вітовіц.                        | Вінцентій з Мельштина нар. 1464, пом. перед 22 VII 1538; ∞ I°Поліксена Войцєховська (розлучення близько 1506), II° Катерина Фаруреївна, д. Пьотра з Оссовіци, III° перед 26 I 1511 Софія Кот з Пшибініц. | Беата з Мельштина нар. 1468, пом. після 19 X 1538. | Катерина з Мельштина нар. 1469, пом. між 31 III 1518 і 28 VIII 1523                                                                                        | Анна з Мельштина нар. 1476, пом. після 10 IV 1521; ∞ перед 24 III 1510 Миколай Камянецький г. Пілява, перед 11 III 1517 Адам з Радзіміч.                   | Станіслав з Мельштина | Рафал з Мельштина | Миколай з Мельштина |

Діти Вінцентія з Мельштина
| 5 покоління Мельштинських | Вінцентій з Мельштина нар. 1464, пом. перед 22 VII 1538; ∞ I° Поліксена Войцєховська (розлучення близько 1506), II° Катерина Фаруреївна, д. Пьотра з Оссовіци, III° перед 26 I 1511 Софія Кот з Пшибініс. | Вінцентій з Мельштина нар. 1464, пом. перед 22 VII 1538; ∞ I° Поліксена Войцєховська (розлучення близько 1506), II° Катерина Фаруреївна, д. Пьотра з Оссовіци, III° перед 26 I 1511 Софія Кот з Пшибініс. |
| 6 покоління Мельштинських | Ян з Мельштина (z III°) нар. 1514, помер близько 1540 | Анна з Мельштина (z III°) нар. близько 1517, пом. перед 22 II 1538; ∞ Бенедикт Вінарський з Гродни. |